# Jonathan Ferrari
Jonathan Marcelo Ferrari (Buenos Aires, 8 de maio de 1987) é um futebolista argentino que atua como zagueiro. 
Atualmente, joga pelo Atlético de Rafaela.

## Carreira
Revelado nas categorias de base do All Boys, tradicional clube argentino, jogou durante um ano e meio no San Lorenzo. Ao final do contrato, retornou ao seu clube de origem. Rescindiu seu contrato com o All Boys no final de 2013, devido aos seguidos meses de salários atrasados.
No dia 13 de janeiro de 2014, acertou com o Vitória, seu primeiro clube fora do futebol argentino.
Sem clube, Jonathan Ferrari acertou com o Atlético de Rafaela, clube da Primeira divisão do Campeonato Argentino.